# Estádio 19 de Maio de 1956
O Estádio 19 de Maio de 1956 (em árabe: 1956 ملعب 19 ماي) é um estádio multiuso localizado na cidade de Annaba, na Argélia. Inaugurado em 10 de julho de 1987, é a casa onde o clube local USM Annaba manda seus jogos oficiais por competições nacionais. A Seleção Argelina de Futebol também manda ali, esporadicamente, partidas amistosas e oficiais. Sua capacidade máxima é de 56 000 espectadores.

## Histórico
O estádio uma das sedes oficiais do Campeonato Africano das Nações de 1990, tendo recebido na ocasião jogos da fase de grupos e uma partida válida pelas semifinais da competição. Em 2023, será novamente uma das sedes oficiais do Campeonato das Nações Africanas de 2022, que será realizada no país entre janeiro e fevereiro do referido ano.